# Dendroperistoma projecta
Dendroperistoma projecta är en mossdjursart som först beskrevs av Campbell Easter Waters 1904.  Dendroperistoma projecta ingår i släktet Dendroperistoma och familjen Cribrilinidae. Inga underarter finns listade i Catalogue of Life.